# 12883 Gassler
12883 Gassler eller 1998 QY32 är en asteroid i huvudbältet som upptäcktes den 17 augusti 1998 av LINEAR i Socorro County, New Mexico. Den är uppkallad efter Alaina Miriam Gassler.
Asteroiden har en diameter på ungefär 4 kilometer.